# Каміла Мороне
Каміла Мороне (англ. Camila Morrone; нар. 16 червня 1997) — американська фотомодель та кіноакторка.

## Життєпис
Народилася 16 червня 1997 року в Лос-Анджелесі в сім'ї вихідців з Аргентини Максимо Мороне та Люсіли Соли. Батьки були акторами, а мати мала словенсько-польське коріння (її справжнє прізвище — Лусіла Поллак). Згодом батьки розлучилися. Каміла залишилася жити з матір'ю, яка з 2007 року у стосунках з актором Аль Пачіно.
У модельному бізнесі Каміла з юних літ. Знімалася для журналів Vogue і Love Magazine, каталогів Victoria's Secret. У 2016 році деб'ютувала на показі Moschino.
У 2014 році Каміла знялася в картині Джеймса Франко «Буковскі». Наступна її робота була у 2018 році у трилер «Жага смерті» з Брюсом Віллісом.
З кінця 2017 року Каміла Мороне зустрічалася з актором Леонардо ді Капріо, на 23 роки старшим від неї.

## Фільмографія
| Рік  |   | Українська назва      | Оригінальна назва     | Роль                                |
| ---- | - | --------------------- | --------------------- | ----------------------------------- |
| 2013 | ф | Буковскі              | Bukowski              |                                     |
| 2016 | с | Прихід кохання        | Love Advent           | Камі Морроне (1 епізод)             |
| 2018 | ф | Ніколи не повертайся  | Never Goin' Back      | Джессі                              |
| 2018 | ф | Жага смерті           | Death Wish            | Джордан Керсі                       |
| 2019 | ф | Мікі та ведмідь       | Mickey and the Bear   | Міккі Пек                           |
| 2020 | ф | Дівчина з долини      | Valley Girl           | Рубі Річман                         |
| 2023 | ф | Гонзо-дівчинка        | Gonzo Girl            | Еллі Руссо                          |
| 2023 | с | Дейзі Джонс і The Six | Daisy Jones & the Six | Каміла Альварес-Дюнн (головна роль) |
| 2024 | ф |                       | Marmalade             | Marmalade                           |
| 2025 | с | Нічний адміністратор  | The Night Manager     | Роксі Себалос (2 сезон)             |